# Juegos Escolares Centroamericanos y del Caribe
Los Juegos Escolares Centroamericanos y del Caribe (JEDECAC) es un evento disputado entre deportistas entre 15 y 17 años.

## Historia
En 2023, se reanudó la realización de la competición, luego de 8 años de ausencia. Los países participantes que lucharán para conquistar las medallas, serán: Venezuela, Cuba, Nicaragua, Santa Lucía, Dominicana, Colombia, México, Panamá, Honduras, Belice y Bonaire.

## Juegos
| Año  | Evento      | Sede                      | Sede                   | Duración                        | Países | Deportes | País ganador |
| ---- | ----------- | ------------------------- | ---------------------- | ------------------------------- | ------ | -------- | ------------ |
| 2007 | I JEDECAC   | Bandera de Puerto Rico    | Bandera de Puerto Rico | 8 de noviembre 14 de noviembre  | 14     | 19       | Venezuela    |
| 2007 | I JEDECAC   | Salinas                   | Puerto Rico            | 8 de noviembre 14 de noviembre  | 14     | 19       | Venezuela    |
| 2009 | II JEDECAC  | Bandera de México         | Bandera de México      | 21 de octubre 27 de octubre     |        |          | México       |
| 2009 | II JEDECAC  | Puebla                    | México                 | 21 de octubre 27 de octubre     |        |          | México       |
| 2011 | III JEDECAC | Bandera de Panamá         | Bandera de Panamá      | 12 de noviembre 21 de noviembre | 13     | 17       | Venezuela    |
| 2011 | III JEDECAC | Ciudad de Panamá          | Panamá                 | 12 de noviembre 21 de noviembre | 13     | 17       | Venezuela    |
| 2013 | IV JEDECAC  | Bandera de Colombia       | Bandera de Colombia    | 1 de noviembre 8 de noviembre   | 10     | 15       | Colombia     |
| 2013 | IV JEDECAC  | Armenia                   | Colombia               | 1 de noviembre 8 de noviembre   | 10     | 15       | Colombia     |
| 2015 | V JEDECAC   | Bandera de México         | Bandera de México      | 14 de noviembre 23 de noviembre | 12     | 19       | México       |
| 2015 | V JEDECAC   | Yucatán                   | México                 | 14 de noviembre 23 de noviembre | 12     | 19       | México       |
| 2023 | VI JEDECAC  | Bandera de Venezuela      | Bandera de Venezuela   | 24 de noviembre 29 de noviembre | 11     | 12       | Venezuela    |
| 2023 | VI JEDECAC  | Caracas La Guaira Miranda | Venezuela              | 24 de noviembre 29 de noviembre | 11     | 12       | Venezuela    |

## Deportes
La siguiente lista muestra los deportes participantes durante estos juegos, donde se disputaron un total de 302 eventos:
| - Ajedrez - Atletismo - Baloncesto - Béisbol - Boxeo - Natación - Fútbol - Halterofilia - Judo - Karate | - Lucha - Patinaje - Sóftbol - Taekwondo - Tenis de mesa - Triatlón - Voleibol - Voleibol - Vóley playa |